# Campeonato Mundial de Halterofilismo de 2013 - Até 69 kg masculino
A categoria até 69 kg masculino foi um evento do Campeonato Mundial de Halterofilismo de 2013, disputado no Salão do Centenário, em Breslávia, na Polónia, no dia 23 de outubro de 2013. 

## Calendário
Horário local (UTC+2)
| Dia           | Horário | Fase    |
| ------------- | ------- | ------- |
| 23 de outubro | 10:00   | Grupo B |
| 23 de outubro | 19:55   | Grupo A |

## Medalhistas
| Evento    | Ouro           | Ouro   | Prata                | Prata  | Bronze               | Bronze |
| --------- | -------------- | ------ | -------------------- | ------ | -------------------- | ------ |
| Arranque  | Liao Hui (CHN) | 160 kg | Oleg Chen (RUS)      | 160 kg | Kim Myong-hyok (PRK) | 152 kg |
| Arremesso | Liao Hui (CHN) | 198 kg | Kim Myong-hyok (PRK) | 185 kg | Liang Chenxi (CHN)   | 183 kg |
| Total     | Liao Hui (CHN) | 358 kg | Oleg Chen (RUS)      | 340 kg | Kim Myong-hyok (PRK) | 337 kg |

## Recordes
Antes desta competição, o recorde mundial da prova era o seguinte:
| Recorde         | Tipo      | Atleta                | Peso   | Local       | Data                   |
| Recorde Mundial | Arranque  | Georgi Markov (BUL)   | 165 kg | Sydney      | 20 de setembro de 2000 |
| Recorde Mundial | Arremesso | Zhang Guozheng (CHN)  | 197 kg | Qinhuangdao | 11 de setembro de 2003 |
| Recorde Mundial | Total     | Galabin Boevski (BUL) | 357 kg | Atenas      | 24 de novembro de 1999 |

Os seguintes novos recordes foram estabelecidos durante esta competição.
| Arremesso | 198 kg | Liao Hui (CHN) | Recorde mundial |
| Total     | 358 kg | Liao Hui (CHN) | Recorde mundial |

## Resultado
Os resultados foram os seguintes. 
| Pos.              | Atleta                     | Grupo | Peso  | Arranque (kg) | Arranque (kg) | Arranque (kg) | Arranque (kg)     | Arremesso (kg) | Arremesso (kg) | Arremesso (kg) | Arremesso (kg)    | Total |
| Pos.              | Atleta                     | Grupo | Peso  | 1             | 2             | 3             | Resultado         | 1              | 2              | 3              | Resultado         | Total |
| ----------------- | -------------------------- | ----- | ----- | ------------- | ------------- | ------------- | ----------------- | -------------- | -------------- | -------------- | ----------------- | ----- |
| Medalha de ouro   | Liao Hui (CHN)             | A     | 68.52 | 155           | 160           | 166           | Medalha de ouro   | 186            | 195            | 198            | Medalha de ouro   | 358   |
| Medalha de prata  | Oleg Chen (RUS)            | A     | 68.81 | 151           | 156           | 160           | Medalha de prata  | 175            | 180            | 184            | 5                 | 340   |
| Medalha de bronze | Kim Myong-hyok (PRK)       | A     | 68.85 | 145           | 150           | 152           | Medalha de bronze | 180            | 185            | 190            | Medalha de prata  | 337   |
| 4                 | Jaber Behrouzi (IRI)       | A     | 68.68 | 144           | 147           | 147           | 5                 | 176            | 183            | 186            | 4                 | 330   |
| 5                 | Liang Chenxi (CHN)         | A     | 68.61 | 145           | 145           | 145           | 7                 | 175            | 180            | 183            | Medalha de bronze | 328   |
| 6                 | Junior Sánchez (VEN)       | A     | 69.00 | 147           | 147           | 147           | 6                 | 171            | 178            | 179            | 6                 | 325   |
| 7                 | Daniel Godelli (ALB)       | A     | 68.56 | 145           | 147           | 151           | 4                 | 175            | 175            | 182            | 7                 | 322   |
| 8                 | Bernardin Matam (FRA)      | A     | 68.58 | 139           | 142           | 142           | 9                 | 168            | 171            | 173            | 8                 | 310   |
| 9                 | Sajjad Behrouzi (IRI)      | A     | 68.42 | 140           | 145           | 145           | 8                 | 168            | 175            | 175            | 11                | 308   |
| 10                | Robert Joachim (GER)       | B     | 68.64 | 132           | 135           | 137           | 10                | 165            | 170            | 173            | 9                 | 307   |
| 11                | Vanik Avetisyan (ARM)      | A     | 68.85 | 132           | 137           | 137           | 11                | 170            | 175            | 175            | 10                | 307   |
| 12                | Enrique Valencia (ECU)     | B     | 67.77 | 127           | 132           | 135           | 12                | 161            | 165            | 168            | 13                | 300   |
| 13                | José Gavino Mena (COL)     | A     | 68.64 | 135           | 140           | 140           | 13                | 165            | 173            | 173            | 14                | 300   |
| 14                | Doston Yokubov (UZB)       | B     | 68.80 | 125           | 125           | 129           | 17                | 160            | 166            | 172            | 12                | 295   |
| 15                | Francis Luna-Grenier (CAN) | B     | 68.76 | 126           | 130           | 133           | 16                | 158            | 162            | 165            | 15                | 292   |
| 16                | Albert Linder (KAZ)        | B     | 66.78 | 125           | 130           | 130           | 15                | 145            | 150            | 160            | 16                | 290   |
| 17                | Caleb Williams (USA)       | B     | 68.98 | 122           | 126           | 126           | 18                | 160            | 167            | 168            | 17                | 282   |
| 18                | Ekrem Ağıllı (TUR)         | B     | 68.65 | 125           | 130           | 133           | 14                | 145            | 152            | 155            | 18                | 278   |
| 19                | Natthawut Suepsuan (THA)   | B     | 68.65 | 120           | 120           | 126           | 19                | 140            | 140            | 145            | 19                | 265   |
| 20                | Thiraphat Sophalai (THA)   | B     | 66.52 | 105           | 110           | 115           | 20                | 130            | 135            | 140            | 20                | 245   |
| 21                | Ian Rose (SEY)             | B     | 69.00 | 97            | 103           | 107           | 21                | 130            | 135            | 138            | 21                | 242   |
| 22                | Ahmad Sabbagh (LIB)        | B     | 68.16 | 92            | 92            | 97            | 22                | 118            | 122            | 127            | 22                | 224   |
| DSQ               | Firidun Guliyev (AZE)      | A     | 68.29 | 140           | 143           | 143           | —                 | 185            | 194            | 194            | —                 | —     |